# Symphonie no 9 de Glass
Pour les articles homonymes, voir Symphonie no 9.
La Symphonie no 9 est la neuvième symphonie de Philip Glass. Écrite entre 2010 et 2011, elle est en 3 mouvements. Elle a été commandée par le Orchestre Bruckner de Linz, Carnegie Hall, et le Los Angeles Philharmonic Association.
Elle a été créée le 1er janvier 2012 au Brucknerhaus de Linz en Autriche par le Bruckner Orchester de Linz, dirigé par Dennis Russell Davies. La création américaine a eu lieu à Carnegie Hall le 31 janvier 2012, avec Dennis Russell Davies conduisant l'American Composers Orchestra. La première exécution de la côte ouest a eu lieu le 5 avril 2012, avec John Adams dirigeant l'Orchestre philharmonique de Los Angeles.